# Katarina, pav in jezuit
Katarina, pav in jezuit je zgodovinski roman Draga Jančarja, ki je leta 2001 prejel nagrado kresnik.

## Vsebina romana
Glavna nit romana je ljubezenski trikotnik med nekdanjim jezuitom, oskrbnikovo hčerko Katarino Poljanec in stotnikom cesarske vojske Francem Henrikom Windischem, ki ga Katarina imenuje pav. Dogaja se v 18. stoletju, med letoma 1756 in 1773. Katarina se zaradi neuslišane ljubezni do pava kljub očetovem nasprotovanju odloči za romanje v Kelmorajn, do Zlate skrinje. Na poti skozi avstrijske in nemške dežele se romarjem v šestem poglavju pridruži Simon, ki se zaljubi v Katarino. Romanje se kmalu sprevrže v izgrede, saj se v mestu Landshut zapletejo v prepir s tamkajšnjimi domačini, spor pa povzroči očak s Ptuja, ki ima vlogo zgodbarja. Mesto je uničeno. Dogodku Simon in Katarina ne prisostvujeta, saj sta se od romarjev odcepila že po povodnji, ki jih je doletela. Ko prideta do razdejanega mesta, ju postavijo pred romarsko sodišče. Simona zaprejo, iz zapora mu s pomočjo romarice Amalije uspe pobegniti. Katarina ga najde v samostanu, kamor prijezdi s svojo vojsko Windisch. Simona zapre zaradi napada na svojega vojaka, Katarino pa si vzame za priležnico. Par se ponovno združi v neki vasi, kjer Katarina neguje Windischa, ki je v svojem prvem in edinem boju ostal brez polovice obraza. Simon stotnika iz ljubosumja ubije ter ga vrže na dno jezera. Odločena, da bosta našla Zlato skrinjo, odideta do Kölna, kjer najdeta le gradbišče. Katarina je noseča, Simon se zateče v jezuitski konvikt v Kölnu, od koder odide za tri leta v Gradec, kasneje pa k jezuitom v Ljubljano. Roman se zaključi s Katarinino vrnitvijo na domačo Dobravo, Simon pa sprejme delo cerkvenega čistilca kapele sv. Jakoba v Ljubljani, kjer naleti na Katarino in njuno hčer. Popolnoma osamljen in skrušen se vrne v domači Zapotok.

## Glavne literarne osebe
Katarina Poljanec je 30-letno dekle z Dobrave, ki je naveličana čakanja na stotnika Windischa, zato se odloči za romanje, kjer spozna nekdanjega jezuita Simona. Prešuštvovanje, zlasti na romanjih, je bilo grešno, zato se morata zagovarjati na sodišču. V njeno življenje se zopet vrne Windisch, ki si jo skuša prilastiti ter jo ločiti od jezuita. Razpeta je med dva moška, oba ima na svoj način rada, a na koncu ostane sama. Kot svetel žarek v življenju se pojavi njena hčerka.
Franc Henrik Windisch je aroganten, vase zagledan moški, ki sta mu vojna ter moč edini pomembni stvar v življenju. Katarine na njenem domu sploh ne opazi, šele ko jo sreča na Nemškem, si jo želi, zgolj zaradi nasprotovanja Simonu, prilastiti. Z njo grdo ravna, a mu ona kljub temu pomaga v najhujših trenutkih. Zaradi nesreče v prvi bitki, po kateri mu ostane razmesarjen obraz, spremeni pogled na življenje, zave se, da ima Katarino na svoj način rad, a ji tega nikoli ni znal pokazati. Zanj je edina rešitev smrt. 
Nekdanji jezuit Simon je večni iskalec Boga. Zaradi nezmožnosti pokorščine duhovnim pravilom je iz reda izključen. Vrne se v domovino, kjer se naključno priključi romarski procesiji. V realnem svetu spozna, da je nezmožen prave ljubezni, čeprav Katarino ljubi, zaradi nje celo ubija, na koncu ostane sam. Ostanejo mu le še spomini na Paragvaj, kjer je bil deloval kot jezuit, ter na njegovo ljubezen s Katarino, katere sad je njuna hči Teresa.

## Uprizoritev
Roman je bil v sezoni 2005/2006 dramatiziran v Slovenskem narodnem gledališču Drama, pod naslovom Katarina, pav in jezuit: pokrajina sna. Krstna uprizoritev je bila 19. 11. 2005, sledilo je 19 ponovitev, v glavnih vlogah pa so nastopali: Nataša Barbara Gračner kot Katarina, Branko Šturbej kot Simon ter Jernej Šugman kot Franc Henrik Windisch. Avtor dramatizacije je Drago Jančar, nastala pa je na pobudo takratnega ravnatelja gledališča Janeza Pipana. Predstava je dolga 270 minut z enim odmorom. Protagonisti so naslovne osebe romana s svojimi temeljnimi življenjskimi načeli – Katarina s svojo ženskostjo, ki v sebi nosi lepoto in ljubezen; oficir kot nosilec moči, oblasti; Simon pa sledi poti duhovnosti ter ponovno išče boga. Dialogi iz romana so prepisani, ohranili so notranje monologe, spremenili so polpremi govor v dialoge ali monologe. Jančar je strnil dogajanje ter minimalno zmanjšal število oseb, saj je želel zagotoviti skoraj nespremenjen potek zgodbe. Največ je izgubil literarni lik Windischa, saj so ga dobesedni prepisi pripovednih izsekov naredili še bolj bahavega, sebičnega. Vloga zgodbarja Tobije se zmanjša. Režiser Pipan se je odločil za več kolektivnih prizorov, čeprav je najslikovitejše (pitje romarjev, pretepanje v Landshutu, nevihta) izpustil.

## Izdaje, prevodi in diplomska dela
Delo je bilo dvakrat ponatisnjeno; leta 2002 (COBISS) ter 2012 (COBISS).
Prevodi
- Kateřina, páv a jezuita, češki prevod, prevedel František Bernhart, Praha: Litomyšl, 2003. (COBISS)
- Katarina, paun i jezuit, hrvaški prevod, prevedla Mirjana Hećimović, Zagreb: Profil International, 2004. (COBISS)
- Katarina el paó i el jesuïta, katalonski prevod, prevedla Simona Škrabec, Lleida: Pagès Editors, 2005. (COBISS)
- Katarina a páva és a jezsuita, madžarski prevod, prevedel Orsolya Gallos, Pécs: Jelenkor, 2006. (COBISS)
- Katharina, der Pfau und der Jesuit: historischer Roman, nemški prevod, prevedel Klaus Detlef Olof, Bozen: Folio, Wien 2007. (COBISS)
- Katarina,le paon et le jésuite, francoski prevod, prevedla Antonia Bernard, Albi: Passage du Nord-Quest, 2009. (COBISS)
- Katarina, paw i jezuita, poljski prevod, prevedla Joanna Pomorska, Sejny: Fundacja Pogranicze, 2010. (COBISS)
- Katarina, pavlin i iezuit, ruski prevod, prevedli Maja Ryžova in Marianna Beršadskaja, Moskva: Limbus Press, 2011. (COBISS)

Diplomska dela
- Anja Draksler: Jezikovnostilistična analiza Jančarjevega romana Katarina, pav in jezuit. Diplomsko delo. Ljubljana: 2014. (COBISS)
- Jure Jakob: Prikazana resničnost v romanih Galjot ter Katarina, pav in jezuit. Diplomsko delo. Ljubljana: 2003. (COBISS)
- Andreja Podvratnik: Roman Draga Jančarja Katarina, pav in jezuit ter primerjava Katarine z nekaterimi drugimi avtorjevimi ženskimi liki. Diplomsko delo. Maribor: 2003. (COBISS)
- Špela Sušanj: Preplet literarnih žanrov v romanih Ime rože Umberta Eca, Kraljeva hči Igorja Škamperleta in Katarina, pav in jezuit Draga Jančarja. Diplomsko delo. Nova Gorica: 2014. (COBISS)
- Maja Vačun: Karakterizacija glavnih oseb v izbranih romanih Draga Jančarja (Zvenenje v glavi, Posmehljivo poželenje, Katarina, pav in jezuit). Diplomsko delo. Maribor: 2005. (COBISS)
- Andreja Žižek: Kronotop poti v romanih Galjot, Posmehljivo poželenje ter Katarina, pav in jezuit. Diplomsko delo. Ljubljana: 2002. (COBISS)